# SNCASO SO.30 Bretagne
Le SNCASO SO.30 est un avion de transport français, développé à la fin des années 1940.

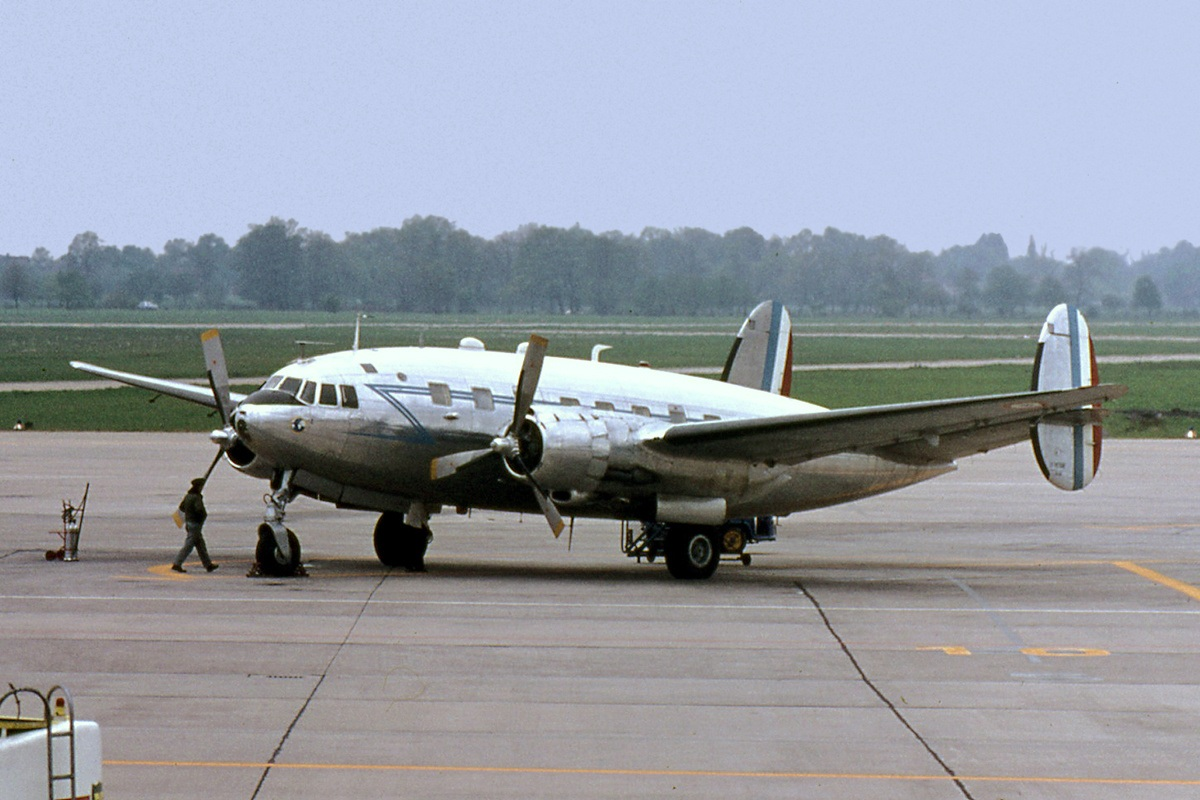
SO.30P Bretagne à Hanovre en 1968

## Conception
Sa conception débute en 1940 alors que la France est occupée. Il est conçu par une équipe d'ingénieurs que la SNCASO a replié à Cannes, en zone libre. C'est un bimoteur destiné au transport commercial, avec une cabine pour environ 40 passagers. La cabine est pressurisée, caractéristique encore très rare : le premier avion de ligne pressurisé, le Boeing 307, vient juste d'entrer en service aux États-Unis. Le prototype est construit pendant l'occupation est conservé à l'abri jusqu'à la Libération. Il vole en février 1945,.
Le deux prototypes suivants (S.O.30R) sont réalisés avec une modification majeure : le train d'atterrissage est désormais tricycle, avec une jambe sous le nez de l'avion, au lieu d'un train classique avec une roulette de queue. Cette caractéristique permet notamment de conserver la cabine à l'horizontale quand l'avion est au sol, ce qui rend l'embarquement et le débarquement des passagers bien plus confortable. Les prototypes volent avec moteurs en étoile Gnôme-Rhone 14N puis 14R, mais les avions de série remplacent ce moteur asthénique par le Pratt & Whitney R-2800 Double Wasp. Un appareil est modifié pour voler avec des réacteurs Rolls-Royce Nene puis Snecma Atar, c'est le premier avion civil français à réaction, mais il n'est pas destiné à une production en série. 

## Carrière

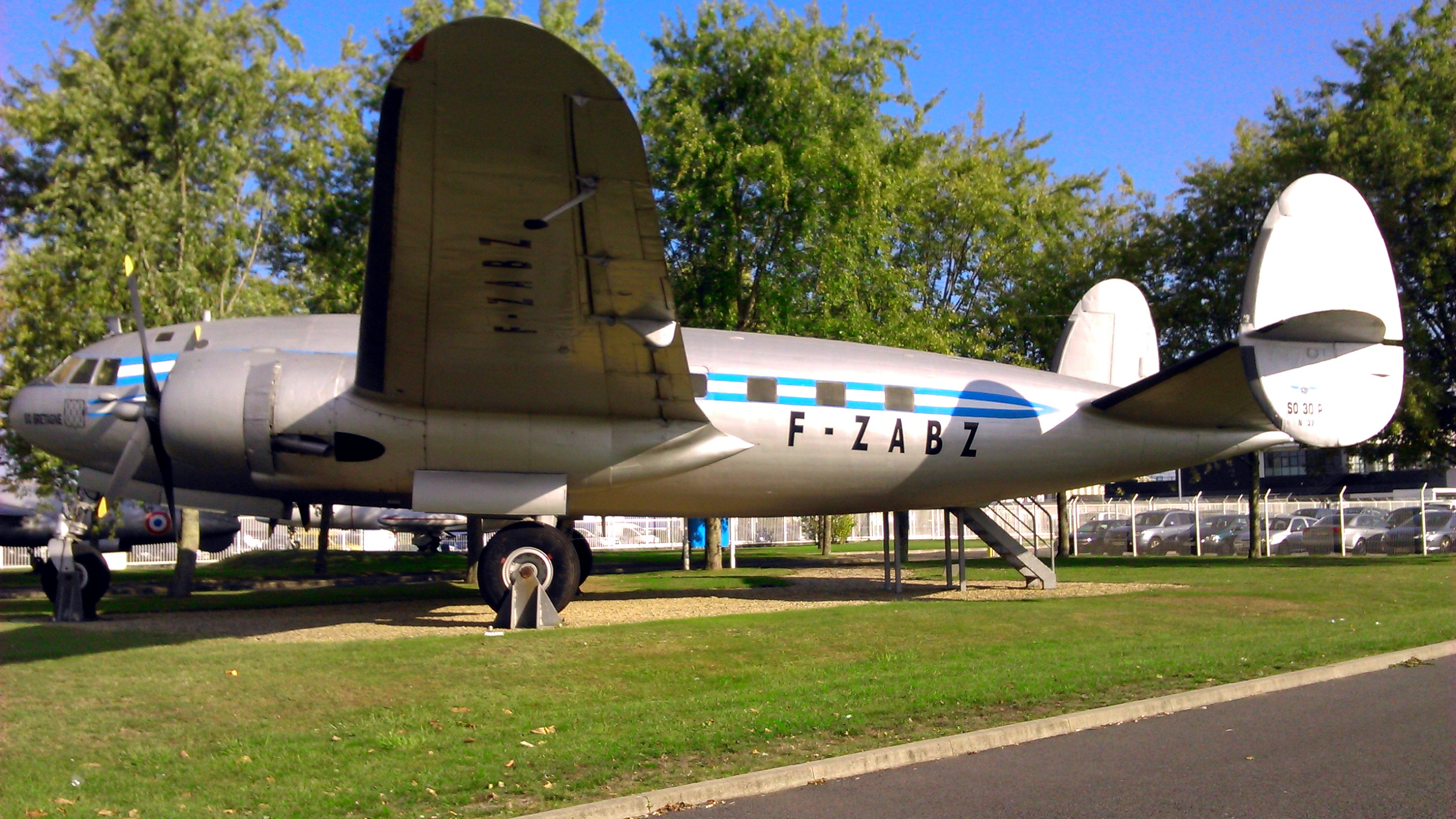
SO.30P Bretagne préservé sur le site Airbus de Gron

Le Bretagne n'est pas un succès commercial. Air France ne l'utilise pas, préférent des Douglas DC-3 plus économiques. Il est cependant adopté par Air Algérie, Air Azur et COSARA. Par ailleurs, l'armée de l'air et l'aéronavale l'utilisent comme avion de transport et liaision, en remplacement de C-47 dépassés.  Deux turboréacteurs d'appoint Turbomeca Palas sont montés sur certains "Bretagne" de la Marine française. Ils sont utilisés pour réduire la distance de décollage (ou augmenter la masse au décollage) et coupés en vol de croisière. Un quarantaine d'exemplaires sont produits à l'usine de Saint-Nazaire, devenue maintenant un site Airbus, où un exemplaire est d'ailleurs préservé. 

## S.O.30 Nene
Un exemple du Bretagne (l'un des deux prototypes Bellatrix) est modifié pour voler avec des moteurs à réaction Rolls-Royce Nene, produits sous licence en France, chez Hispano-Suiza. Il vole à partir de Mars 1951. Il n'est pas envisagé de produire cette version en série, il s'agit d'un banc d'essai pour éprouver en conditions réelles les spécifités d'un avion de ligne volant avec des turboréacteurs. C'est donc un programme similaire aux Avro Lancastrian, Vickers VC.1 Viking et Avro Tudor modifiés avec des réacteurs de l'autre coté de la Manche. 

## Utilisateurs

### Militaires
France
- Armée de l'air
- Marine Nationale

### Civils
Algérie
- Air Algérie

 France
- Aigle Azur
- COSARA en Indochine

 Maroc
- Air Maroc

## Versions
- SO.30N :  prototype
- SO.30P-1 : version de production avec des moteurs Pratt & Whitney R-2800-B43.
- SO.30P-2 : version de production avec des moteurs Pratt & Whitney R-2800-CA13.
- SO.30C : version cargo.

## Avions similaires
- Convair 240